# Roland Dumas

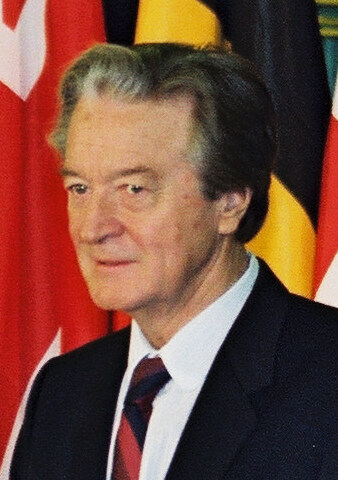
Roland Dumas (1989)

Roland Léon Louis Dumas (* 23. August 1922 in Limoges; † 3. Juli 2024 in Paris) war ein französischer Rechtsanwalt und Politiker (PS). Er war von 1984 bis 1986 und 1988 bis 1993 Außenminister Frankreichs sowie von 1995 bis 2000 Präsident des Conseil constitutionnel (Verfassungsgerichts).

## Leben
Dumas’ Vater wurde zu Beginn des Ersten Weltkriegs eingezogen und wurde am 26. März 1944 mit anderen Zivilisten von deutschen Soldaten der Division Brehmer als Geisel erschossen. Nach der deutschen Besetzung Frankreichs im Juni 1940 schlossen sich Roland Dumas und sein Vater der französischen Widerstandsbewegung an. 1942 wurde Roland Dumas in Lyon verhaftet, weil er gegen ein Konzert der Berliner Philharmoniker demonstriert hatte. Nach seiner Freilassung tauchte er in Paris unter.
Von 1945 bis 1949 studierte Roland Dumas Jura an der Universität von Paris, am Institut d’études politiques (Sciences Po) in Paris und an der London School of Economics and Political Science. 1950 wurde er als Rechtsanwalt zugelassen; daneben arbeitete er von 1949 bis 1955 auch als Journalist. Als Rechtsanwalt vertrat er zu Beginn der Fünften Republik erfolgreich den späteren Präsidenten François Mitterrand in einem Verleumdungsprozess. Später war er als Prominentenanwalt unter anderem für Simone de Beauvoir, Jean-Paul Sartre, Plácido Domingo und Luciano Pavarotti tätig. Er vertrat Pablo Picasso, als dieser sein Bild Guernica nach Spanien zurückführen ließ, und regelte dessen Erbschaftsangelegenheiten.
Dumas starb am 3. Juli 2024 im Alter von 101 Jahren.

## Politische Karriere
Bei der letzten Wahl der Vierten Republik wurde Dumas 1956 als parteiloser Abgeordneter des Départements Haute-Vienne in die französische Nationalversammlung gewählt, wo er als Gast in der kleinen bürgerlichen Fraktion der Union démocratique et socialiste de la Résistance (UDSR) unter Führung von François Mitterrand saß. Neben Mitterrand war Dumas einer der wenigen UDSR-Abgeordneten, die 1958 die Rückkehr von Charles de Gaulle an die Staatsspitze ablehnten. Bei der Neuwahl 1958 nach Inkrafttreten der Verfassung der Fünften Republik verlor Dumas sein Parlamentsmandat. Vor der Präsidentschaftswahl 1965 arrangierte er ein Treffen Mitterrands, inzwischen Vorsitzender der Mitte-links-Gruppierung Convention des institutions républicaines (CIR),  mit dem Kommunisten Waldeck Rochet, bei dem erstmals das Projekt einer linken Union erörtert wurde. Mitterrand trat bei dieser Wahl als gemeinsamer Kandidat der Linken gegen de Gaulle an.
Erst 1967 wurde Dumas erneut ins Parlament gewählt. Im 2. Wahlkreis des Départements Corrèze besiegte er mit 50,4 Prozent in der Stichwahl knapp den bisherigen gaullistischen Abgeordneten Jean Charbonnel. Dumas saß anschließend in der Fraktion Fédération de la gauche démocrate et socialiste (FGDS) mit den Abgeordneten der sozialistischen SFIO und ihrer Verbündeten im Mitte-links-Spektrum, wiederum unter dem Vorsitz Mitterrands. Bei der vorgezogenen Neuwahl im Juni 1968 verlor er seinen Sitz wieder an Charbonnel. SFIO, CIR und kleinere linke Gruppierungen fusionierten 1971 unter Mitterrands Führung zur Parti socialiste, der anschließend auch Dumas angehörte.

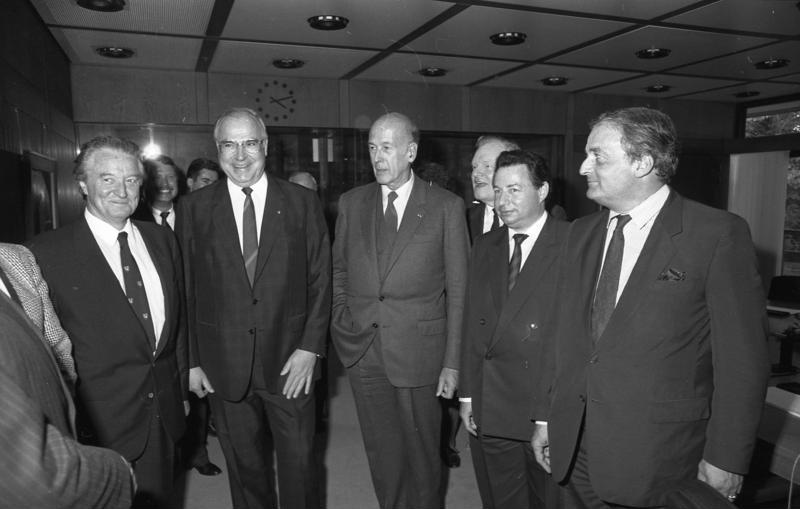
Roland Dumas (links) 1987 mit Helmut Kohl und Valéry Giscard d’Estaing

Nach der Wahl Mitterrands zum Staatspräsidenten wurde Dumas 1981, diesmal als Abgeordneter des 1. Wahlkreises im Département Dordogne, erneut in die Nationalversammlung gewählt. Mitterrand entsandte Dumas 1983 wegen des Tschad-Konflikts als Unterhändler mit Libyen unter Muammar al-Gaddafi, dessen Streitkräfte im Libysch-Tschadischen Grenzkrieg zeitweilig den Norden Tschads besetzten und die GUNT-Rebellen Goukouni Oueddeis unterstützten. Im Dezember 1983 ernannte Mitterrand Dumas zum beigeordneten Minister für europäische Angelegenheiten im Außenministerium. Im Juni 1984 wurde er außerdem zum Regierungssprecher berufen (in den letzten Wochen des Kabinetts Mauroy III und zu Beginn des Kabinetts Fabius). 
Bei der Kabinettsumbildung im Dezember 1984 wurde Dumas Außenminister und löste Claude Cheysson ab, der als EU-Kommissar nominiert war. Als Außenminister stellte er 1985 die gemeinsame deutsch-französische Forschungsinitiative EUREKA vor. Während der Zeit der ersten Cohabitation von 1986 bis 1988 (Mitterrand blieb Staatspräsident, aber das Mitte-rechts-Lager hatte die Parlamentsmehrheit und stellte den Ministerrat) war Dumas wieder Abgeordneter in der Nationalversammlung, wo er von 1986 bis 1987 den Vorsitz im Auswärtigen Ausschuss führte.

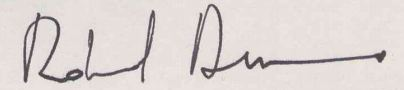
Unterschrift Dumas’ unter dem Zwei-plus-Vier-Vertrag

Von Mai 1988 bis März 1993 war Dumas erneut Außenminister unter den Premierministern Michel Rocard, Édith Cresson und Pierre Bérégovoy. Zusätzlich trug er den Titel eines Ministre d’État, war also eines der höchstrangigen Kabinettsmitglieder. Er vertrat Frankreich außenpolitisch in der Zeit des Zusammenbruchs des Ostblocks sowie der deutschen Wiedervereinigung und nahm 1990 an den Verhandlungen zum Zwei-plus-Vier-Vertrag teil. Dumas, der fließend deutsch sprach, räumte 1993 ein, er sei „getränkt von Germanophobie“ gewesen. Dennoch sei es ihm gelungen, mit dem langjährigen deutschen Außenminister Hans-Dietrich Genscher eine Beziehung „in aller Offenheit“ zu beginnen und „ein totales Vertrauensverhältnis zueinander zu entwickeln“. Bei der Parlamentswahl 1993 bewarb sich Dumas erneut um das Abgeordnetenmandat im 4. Wahlkreis der Dordogne, verlor aber mit 45 Prozent in der Stichwahl gegen den Kandidaten des Mitte-rechts-Lagers, das die Wahl insgesamt in einer „blauen Welle“ gewann.
Zwei Monate vor dem Ende seiner Präsidentschaft berief François Mitterrand Dumas im Februar 1995 in den Conseil constitutionnel, das französische Verfassungsgericht. Bis zum Februar 2000 war er dessen Präsident. In seiner Amtszeit vertrat Dumas die Auffassung, dass die juristische Immunität des Präsidenten der Republik die Verbrechen und Delikte des allgemeinen Rechts einschließt. Diese Auffassung war sehr kontrovers wegen der Verwicklung von Jacques Chirac (Staatspräsident von 1995 bis 2007) in zahlreiche politisch-finanzielle Affären (Wahlfälschungen, frisierte Geschäfte, falsche Rechnungen, Veruntreuung öffentlicher Gelder, öffentliche Aufträge gegen Schmiergelder etc.) und wegen der eigenen Verwicklung von Roland Dumas in die Elf-Affäre. Im Frühjahr 1999 ließ sich Dumas von seinem Vorsitz im Verfassungsgericht beurlauben, ein Jahr später legte er dieses Amt bei Eröffnung des Verfahrens nieder.

## Elf-Affäre
Dumas war in verschiedene Justizaffären wegen des Verdachts der Korruption verwickelt. Ihm wurde vorgeworfen, seiner Geliebten Christine Deviers-Joncour zu einer Einstellung bei Elf verholfen zu haben und mit ihr zwischen 1989 und 1993 einen kostspieligen Lebenswandel geführt zu haben, den Deviers-Joncour vom früheren Elf-Chef Alfred Sirven aus Fonds des Unternehmens bezahlt bekam. Deviers-Joncour soll ca. 10 Mio. € illegaler Mittel von Sirven erhalten haben, wovon sie allein ca. 2,6 Mio. € in eine luxuriöse Wohnung steckte, in der Dumas jedoch nie lebte. Letztlich konzentrierte sich der Korruptionsvorwurf gegen Dumas auf eine Reihe aufwendiger Restaurantbesuche (50.000 €), griechische Statuetten (45.000 €) und ein Paar teure, handgenähte Schuhe (1.800 €), die ihm Deviers-Joncour geschenkt hatte. Er war Zielscheibe zahlloser Witze, speziell über den Preis der besagten Schuhe. Dumas wurde 2001 zu 30 Monaten Haft verurteilt, davon 6 ohne Bewährung. Dieses Urteil wurde im Berufungsverfahren 2003 aufgehoben, Dumas wurde freigesprochen. Hintergrund der Korruptionsvorwürfe war der Verkauf von sechs Fregatten des Rüstungs- und Elektronikkonzerns Thales an Taiwan, gegen den sich Dumas anfangs mit Rücksicht auf die Volksrepublik China ausgesprochen hatte, schließlich jedoch umgeschwenkt war und dem Geschäft zugestimmt hatte.

## Auszeichnungen
- 1985: Großes Silbernes Ehrenzeichen am Bande für Verdienste um die Republik Österreich[5]
- 1990: Großes Goldenes Ehrenzeichen am Bande für Verdienste um die Republik Österreich[5]
- Orden des Marienland-Kreuzes I. Klasse
- 2006: Adam-Mickiewicz-Preis für Verdienste um die deutsch-französisch-polnische Zusammenarbeit (gemeinsam mit Hans-Dietrich Genscher und Krzysztof Skubiszewski) des Komitees Weimarer Dreieck